# 잭샤프트

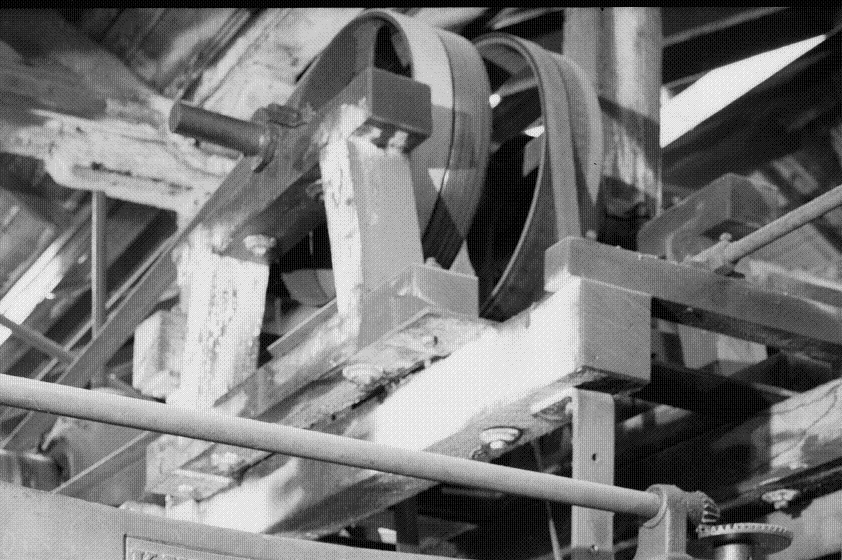
수평으로부터 수직으로 힘을 전달하는 두개의 도르래가 달린 잭샤프트.

잭샤프트  또는 카운터축 은 기계에서 회전력을 전달하거나 동기화 시킬 때 사용되는 공통적인 기계 디자인 요소이다. 간단히 말하자면, 주로 구동부분에 있는 굵은 축을 뜻한다. 잭샤프트는 주로 끝이 베어링으로 지지된 스텁(속이 빈 막대)인 경우가 많지만, 두개의 도르래나, 톱니바퀴, 또는 크랭크가 연결되어 있을 때도 있다. 일반적으로 잭샤프트는 구동축과 피구동축 사이에서 힘을 전달하는 용도로 사용된다.

## 역사

### 잭 샤프트
잭샤프트라는 용어는 수차 또는 정적 증기기관과 라인 샤프트의 사이인 19세기 공장에서 나타났다. 1872년과 1880년에 뉴잉글랜드 공장에서의 자료에서 "잭샤프트"라는 용어는 항상 인용으로만 등장하였다. 1872년, 또다른 저자는 "영국에서 기어휠은 엔진의 힘을 전달하는데 쓰이는데, 이를 잭샤프트라고 한다."라는 글을 남겼다.
이어 1892에 인용은 사라졌지만 잭샤프트라는 용어는 여전히 사용됨으로써 공식적인 용어로 자리잡게 되었다.
기계나 동력원의 잭샤프트에 장착된 도르래들은 주로 축을 통하여 클러치에 연결되었다. 예를 들어, 1890년대 시카고에 있는 버지니아 호텔의 발전실에는 잭샤프트로 연결된 두개의 콜리스 엔진과 다섯개의 다이너모(발전기의 일종)가 있었다. 잭샤프트 도르래 위의 클러치는 에너지를 제공하기 위한 다이나모를 선택적으로 구동할 수 있게 하였다. 체인 구동 기계의 출현과 더불어 잭샤프트라는 용어는 열차의 구동에서 최종 중간축 또는 구동 바퀴의 림의 안에서 톱니를 통해 직접적으로 연결되는 체인 구동 축 구동 피니언, 또는 구동바퀴와 체인을 통해 연결된 변속/차분기의 출력축에 일반적으로 사용되었다.
잭샤프트라는 용어가 처음으로 문맥상에서 나타난 예시는 1890년 사무엘 모워에 의해 특허 등록된 철도 장비이다. 그의 전기 모터로 구동되는 대차에서, 모터는 측면 프레임 사이에 장착된 잭샤프트와 톱니바퀴로 연결되었다. 잭샤프트 안의 미끄러지는 도그 클러치는 체인의 몇가지 기어비중 하나를 선택하여 구동축을 움직이는데 사용되었다. 이후 철도 잭샤프트는 일반적으로 결합막대를 통해 구동 바퀴와 연결되었다. 잭샤프트(기관차)에서 상세한 내용을 볼 수 있다.

### 카운터 축(카운터 샤프트)
카운터 축은 약간 더 오래된 용어이다. 1828년, 카운터축이라는 용어는 수차의 톱니바퀴를 통해 베벨기어로 맷돌을 구동시키는 방앗간의 중간 가로 구동축을 일컫는데 사용되었다. 1841년 교과서에서는 이 용어를 라인 샤프트로부터 벨트를 통해 구동되는 짧은 축이나, 추가적인 벨트를 통해 구동되는 선반의 스핀들을 일컫는데 사용되었다. 카운터 축과 선반의 스핀들은 각각 속도를 조절하기 위한 다른 직경의 도르래의 원뿔을 가지고 있다. 1872년에는 다음과 같이 정의 내려졌다: "카운터 축이라는 용어는 주축으로부터 구동되는 기계의 구동부나 그에 가까운 부분에 위치한 모든 축에 적용된다."
현대에서의 사용
현대의 잭샤프트와 카운터 축은 주로 거대한 기계의 요소로써 내부에 숨겨져있다.

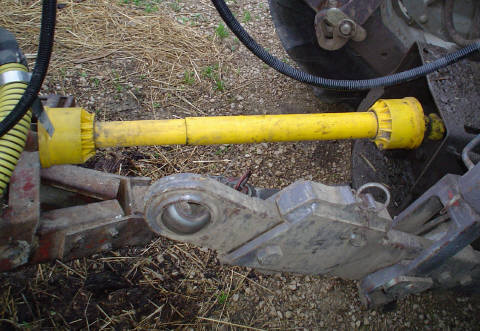
선이 꼬이는 것을 방지하기 위한 보호장구를 설치한 잭샤프트(PTO축).

농기계에서, 기계의 뒤쪽에 있는 회전 출력축은 주로 동력을 전달받는 부분(Power Take-Off) 또는 PTO라고도 불린다. 그리고 동력 변환 축은 공통적으로 PTO축으로 불리는 잭샤프트에 연결된다.

## 같이 보기
- 구동축

## 참조
- 구동축
- 레이샤프트